# 肋下筋
肋下筋（ろっかきん、英語: subcostalis muscle）は胸部の筋肉のうち、胸壁肋間隙にある胸壁筋のうちの一つ。内肋間筋に連続して存在し、内肋間筋の後方に存在する。
呼吸運動の作用がある。